# Signe de sumar
El signe de sumar (+) és un signe que serveix, com el seu nom indica, per sumar, per exemple: 2+3, 1+1, a+b... També pot servir per marcar que un nombre és positiu (p.e.: +7), tot i que usualment no es fa (un nombre real que no va precedit de signe és positiu); només de vegades quan es comparen nombres negatius amb nombres positius.
També s'anomena plus en comptades situacions, per exemple per anomenar llenguatges de programació com el C++ (ce plus plus).

## Altres usos
Un dels usos moderns que ha rebut el signe + és, juntament amb el signe –, afegir més o menys nota en la qualificació d'un examen o prova, és a dir que A+ és més que A, i A++ és més que A+; de la mateixa manera C- és menys que C. Aquest ús és rar en el sistema de notes numèric.
En SMS i altres mètodes d'escriptura informal substitueix la paraula "més". No tan sovint i més propi dels SMS, aquest símbol pot substituir també la paraula "mes".
També és utilitzat en programació.